# Prochnyanthes mexicana
Prochnyanthes es un género monotípico de plantas suculentas perteneciente a la antigua familia Agavaceae ahora subfamilia Agavoideae. Su única especie, Prochnyanthes mexicana, es nativa de México.

## Taxonomía
Prochnyanthes mexicana fue descrita por (Zucc.) Rose   y publicado en Contributions from the United States National Herbarium 8(1): 14. 1903.
Sinonimia
- Agave bulliana (Baker) Thiede & Eggli
- Bravoa bulliana Baker
- Polianthes mexicana Zucc.
- Prochnyanthes bulliana (Baker) Baker
- Prochnyanthes viridescens S.Watson[2][3]